# Manuel Rico y Sinobas
Manuel Rico y Sinobas (Valladolid, 26 de desembre de 1819 - Madrid, 21 de desembre de 1898) va ser un físic, metge i escriptor espanyol, un dels pioners en l'estudi de la meteorologia a Espanya. Va ser acadèmic numerari de la Reial Acadèmia Nacional de Medicina amb la butaca número 21 des del 21 de maig de 1861 fins a la seva mort.

## Biografia
Doctor en medicina i en ciències físiques, es va dedicar preferentment a aquesta última especialitat i va ser durant molts anys catedràtic de física superior de la Universitat Central de Madrid. Va pertànyer a la Reial Acadèmia de Ciències -de la que va ser vicepresident-, en la que va ingressar el 1859 amb el discurs Fenómenos de la electricidad atmosférica, i a la de Medicina. Va destacar fonamentalment en l'estudi de la meteorologia i va publicar, a més a més, el Libro del saber de astronomía d'Alfons X el Savi.

## Taules de Pere el Cerimoniós
Aquestes taules astronòmiques, van ser descobertes a finals del segle xix en un manuscrit en llatí de la Biblioteca Nacional de França i un altre en hebreu a la Biblioteca Apostòlica Vaticana. Moritz Steinschneider va comparar-les i va desmentir Manuel Rico Sinobas, que les considerava un epígraf de les Taules alfonsines. Va afirmar que ambdós manuscrits atestaven que s'havien fet a Barcelona per ordre del rei Pere. Es van trobar altres manuscrits en hebreu conservats a Suïssa i a la Ciutat del Vaticà, a part del document en hebreu de Barcelona cedit per un rabí de la ciutat abans de la Guerra Civil Espanyola. Josep Maria Millàs Vallicrosa va concloure el debat en trobar el manuscrit català a la biblioteca de Ripoll, i comparant tots els documents va poder reconstruir les taules originals.

## Obres
- Memoria sobre las causas meteorológicofísicas que producen las constantes sequías de Murcia y Almería. (Madrid, 1851, premiada per l'Acadèmia de Cièncias).
- Manual de Física y elementos de Química. (Madrid, 1856).
- Resumen de los trabajos meteorológicos correspondientes al año 1854, verificados en el Observatorio astronómico de Madrid. (Madrid, 1857).
- Los eclipses solares y muy principalmente el de 18 de julio de 1850.
- Estudio del huracán que pasó sobre una parte de la Península española el día 29 de octubre de 1842.
- Noticia de las auroras boreales observadas en España durante el siglo XVIII y parte del XIX.
- Fenómenos de la electricidad atmosférica.